# Lopharcha chionea
Lopharcha chionea es una especie de polilla de la familia Tortricidae. Se encuentra en Java, Indonesia.